# Klinaklini River
Der Klinaklini River ist einer der größeren Flüsse in den südlichen Coast Mountains in British Columbia und einer von wenigen Flüssen, welche die Gebirgskette vom Chilcotin-Plateau zu den Fjorden durchschneiden.

## Flusslauf
Der Klinaklini River entspringt an der Südflanke des Hellraving Peak auf etwa 2400 m. Er fließt anfangs in nordnordöstlicher, später in östlicher Richtung durch das Gebirge und erreicht nach 40 km 8,5 km westlich der Siedlung Tatla Lake das Chilcotin-Plateau. Der British Columbia Highway 20 (Chilcotin–Bella Coola Highway) verläuft 23 km in westlicher Richtung entlang dem Flusslauf am Fuße der Berge, bevor er nach Norden abbiegt. Der Klinaklini River weist auf diesem Flussabschnitt viele Flussschlingen auf. Er durchfließt dabei den 6 km langen See One Eye Lake und nimmt anschließend den von Norden kommenden McClinchy Creek rechtsseitig auf. Der Klinaklini River durchschneidet nun die Coast Mountains in überwiegend südwestlicher Richtung. Er durchfließt den kleinen See Klinaklini Lake und nimmt von links den Colwell Creek auf.
Die größeren Nebenflüsse North Klinaklini River und West Klinaklini River münden rechtsseitig in den Fluss. Schließlich erreicht der Klinaklini River nach ungefähr 210 km das Knight Inlet. Der Klinaklini River bildet mehrere Flussarme aus, die auf einer Breite von 3,6 km in das nördliche Kopfende des Fjords münden. Das 5780 km² große Einzugsgebiet des Klinaklini River erstreckt sich über den Südwesten des Cariboo Regional District sowie über den Nordosten des Regional District of Mount Waddington. Der mittlere Abfluss 7 km oberhalb der Mündung beträgt 302 m³/s. Die höchsten monatlichen Abflüsse treten gewöhnlich während der Gletscherschmelze im Juli auf.

## North Klinaklini River
Der North Klinaklini River ist ein rechter Nebenfluss des Klinaklini River. Er bildet den Abfluss eines Gletscherrandsees im Osten des Monarch Icefield auf etwa 1100 m Höhe. Er fließt anfangs 15 km nach Nordosten. Dort mündet der Knot Creek, Abfluss der Knot Lakes, von Norden in den Fluss. Dieser wendet sich nun nach Südosten und trifft schließlich auf den Klinaklini River, 87 km oberhalb dessen Mündung.

## West Klinaklini River
Der West Klinaklini River ist ein rechter Nebenfluss des Klinaklini River. Er bildet den 6 km langen Abfluss des Gletscherrandsees des Klinaklini-Gletschers. Nach 1,5 km trifft der Tumult Creek von Südwesten kommend auf den Fluss. Dieser fließt in überwiegend ostsüdöstlicher Richtung und trifft schließlich auf den Klinaklini River, 24 km oberhalb dessen Mündung.